# カモミール
カモミール、カモマイル（英: chamomile、あるいはカモミーユ（仏: camomille）、学名：Matricaria recutita）は、キク科シカギク属の1種の耐寒性一年草。和名はカミツレ（加密列）である。広義の意味でカモミールとよばれる植物は他属を含めて数多くあるが、代表的な品種としては、本記事で解説するジャーマン・カモミール（学名：German chamomile）と、ローマンカモミール（学名：Chamaemelum nobile）が挙げられる。カモミール全般は、ヨーロッパではハーブとして同じように使われてきた。ロシアでは、国花となっている。

## 名称

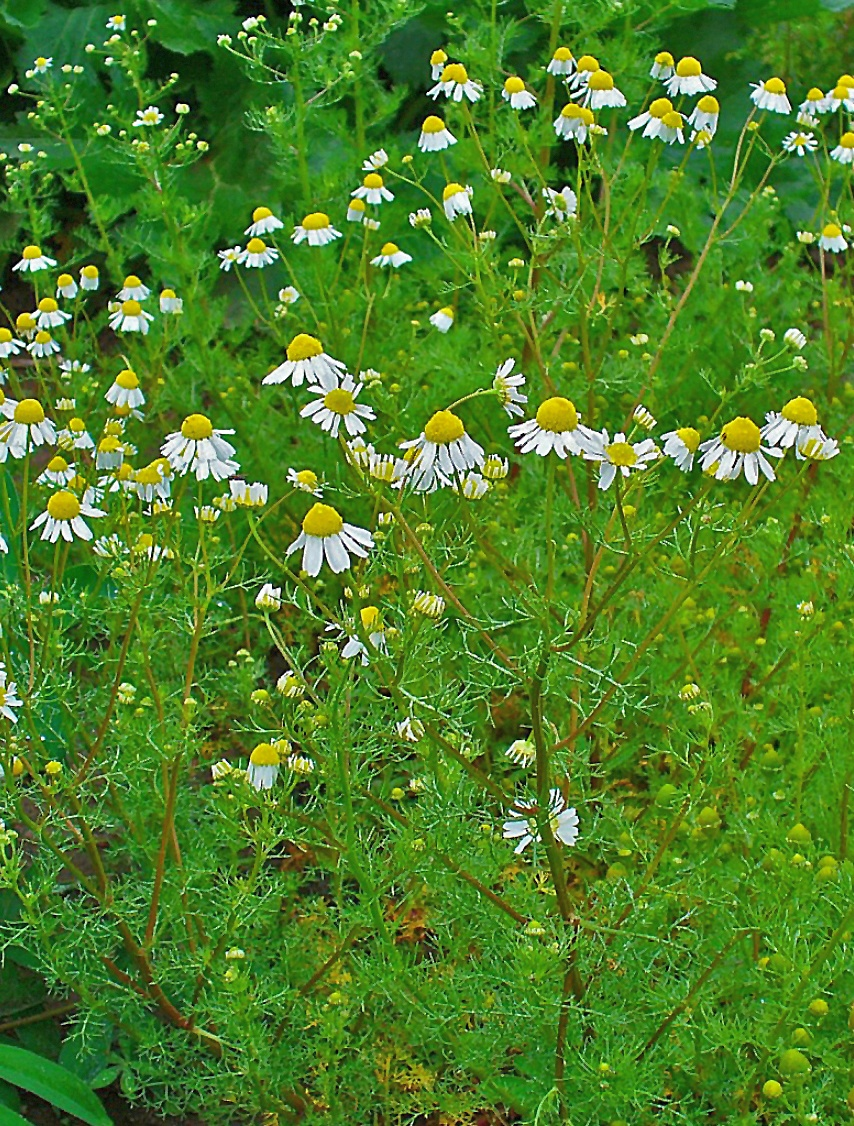
ジャーマンカモミールの花は、黄色い中央の筒状花が盛り上がり、満開になると舌状花（白い花びら）は下に垂れ下がる。

日本での呼称は様々で、カモミールやカモマイルのほかに、カミルレ、ジャーマンカモマイル、カミレ、カモミーユ、ゼルマン、ドイツカミルレと表記したり、カモミール・ジャーマン、ドイツカミツレと表記がなされたりする。「カミルレ」の語源は、従来の和名カミツレの発音が好ましくないという意見から、オランダ名の kamille に基づくものである。
和名「カミツレ」の由来は、オランダ語名カーミレ（kamille [kaˑˈmɪlə]）の綴り字に、「加密列」「加密爾列」などの漢字を当てて「カミッレ」とし、これを誤読したものである。
学名の Matricaria recutita は、1世紀頃のギリシャの薬種書に記されている「地面のリンゴ」に由来し、リンゴの草という意味がある。英語名カモミールの語源は「大地の（χαμαί）リンゴ（μήλον）」という意味のギリシア語名のカマイメーロン（χαμαίμηλον (chamaímēlon)）で、これは花にリンゴの果実に似た香りがあるためである。
スペイン語名のマンサニージャ（manzanilla）は「リンゴ（manzana）のような（香りがある）もの」という意味。
属名のマトリカリア（Matricaria）でよばれることもある。属名の語源は、ラテン語で子宮を意味するマトリックスで、本属のある植物が婦人病の薬として用いられていたことに由来する。「マザーズハーブ（母の薬草）」とも呼ばれる。

## 分布・生育地
北ヨーロッパおよび西アジア原産といわれ、ヨーロッパから西アジアにかけて分布し、北アメリカには帰化植物として分布が見られる。薬用植物として広く栽培が行われている。日本へは、江戸時代（19世紀初め）にポルトガル人やオランダ人によって伝えられたといわれる。その後、鳥取県や岡山県などで栽培が始められた。現在は広く普及していて庭に植えられることも多く、飛んだ種からそのまま野生化することもある。

## 特徴

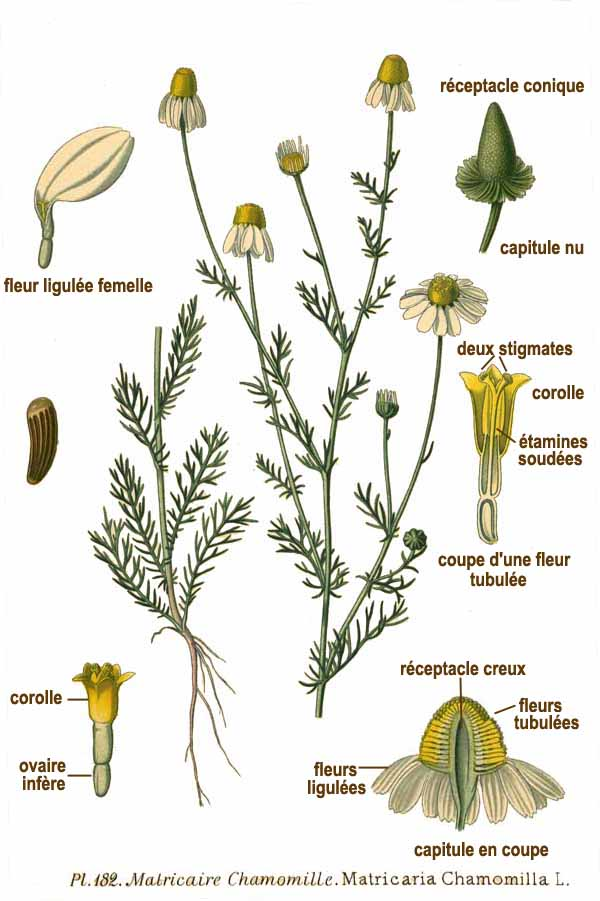
カモミールのイラスト
（Matricaria chamomilla L.:Atlas des plantes de France. PARIS 1891）

一年草で、秋蒔きのときは二年草である。株全体から甘い芳香を漂わせており、花を揉むとリンゴに似た特有の強い芳香を放つ。
草丈30 - 60 cm内外になり、芳香がある。茎は緑色で平滑、まっすぐ直上して多数枝分かれする。葉は互生し、羽状複葉で2回または3回に羽裂し、裂片は短い紐状でコスモスの様な葉の形をしている。葉の色は浅葱色。
晩春の5月ころに、茎頂に散房花序になって、マーガレットを小さくしたような直径2 - 3 cmくらいの頭花を1個つける。頭花の直径は13 - 25ミリメートル (mm)、 総包片はやや胴長、花床は長円錐形で裸出しており、周囲に1列に並んだ白い舌状花で囲まれ、中央には盛り上がった鮮やかな黄色い筒状花が多数からなる。周囲の白い舌状花は、満開になると下に反り返る性質がある。花のつけ根の花托は中空になる。
痩果は細小で、片面に縦に並ぶ5本の筋があり、冠毛はなく、上端に小突起などはない。

## 栽培
日当たりと排水性が良い土壌を好み、夏の暑さや乾燥に弱い性質がある。種が非常に小さいため乾燥砂と混ぜて、春か秋に苗床などに、密にならないように条の間隔を30 cmほど空けて直播きする。薄く覆土をして、発芽まで半日陰で管理する。発芽適温は15～20℃くらいで、1～2週間で発芽する。カモミールは種は非常に細かいので、水やりの際に種を流さないよう、腰水で吸水させる。発芽したら間引きし、高さが6 - 7 cmほどに生育した苗を、間隔を40 cmほど空けて定植する。土は石灰を混ぜて、窒素を控えめにした肥料を施す。病害虫として、新葉や蕾にアブラムシがつくときがある。特に晩春（5月頃）はアブラムシが多発する時期である。
初夏には花が咲くので、摘んで乾燥させて利用する。収穫適期は舌状花が水平に開いているときで、舌状花が下に垂れ下がると収穫にはやや遅い。花を摘めば摘むほど、枝分かれをして次々と多くの花を咲かせる性質がある。開花が終わっても、花を少し残して株をそのままにしておけば、こぼれた種が自然実生でまた生えてくる。

## 利用
古代バビロニアやヨーロッパ各地で、伝統的に薬用植物の一つとして広く使われてきた。精油は主に薬用にされ、化粧水にも利用されている。古代エジプトでは、太陽神ラーへの捧げものとして、神聖視されていた。民間では花を乾燥させたものを煎じて、消炎や発汗の民間薬として服用されたり、ハーブティーにして飲まれるほか、入浴剤、ポプリにも使われる。睡眠は健康を維持するための重要な要素の一つであり、カモミールはお茶として、または錠剤として睡眠を改善するために使用することができる。カモミールには抗うつ作用や抗がん作用があり、緑茶や他のハーブティーと同様に、不安やストレスを和らげる効果があるという有望な証拠もある。また、人類最大の死因のひとつである心血管疾患の予防にも役立つ。また、歯周病や虫歯に対する抗菌効果も認められており、その健康効果は多岐にわたる。しかし、妊婦はカモミールを飲むべきでない。お腹の中の赤ちゃんに深刻なリスクをもたらすからである。

### 精油

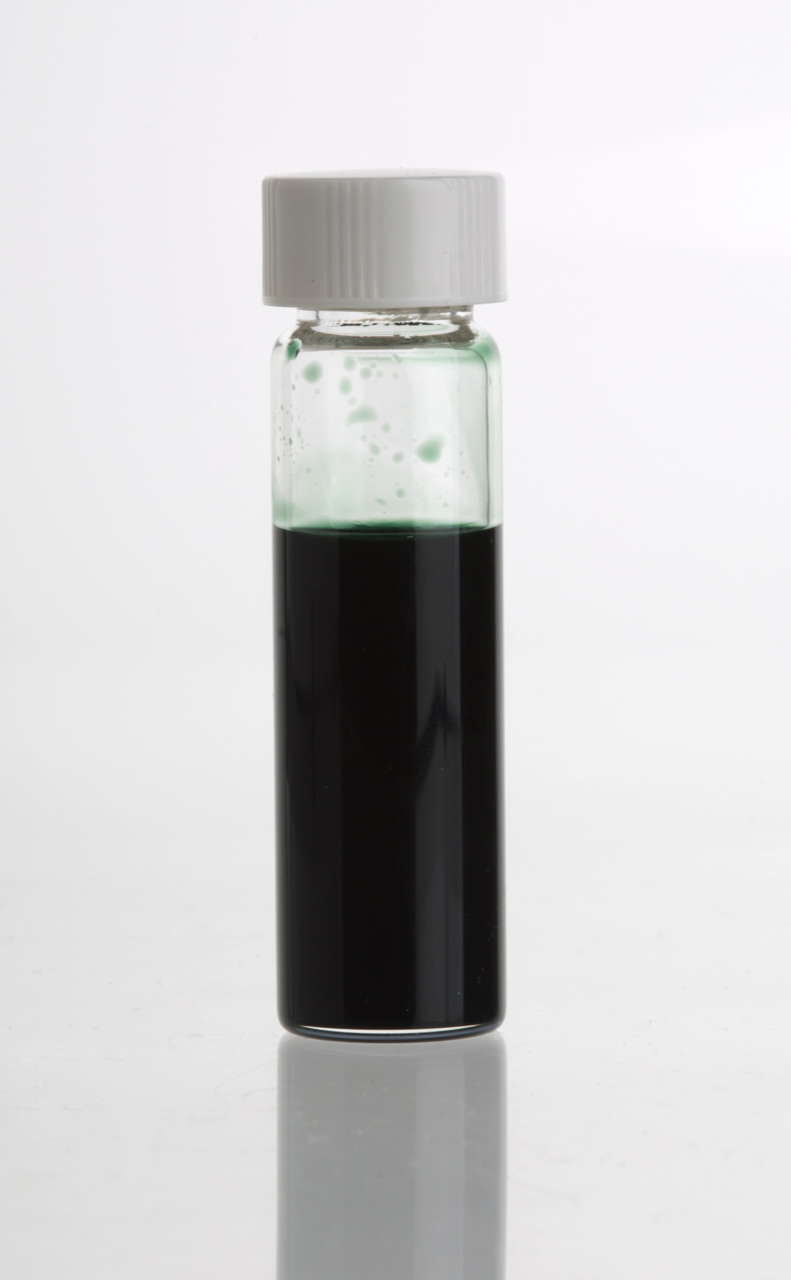
カモミールの精油

地上部の茎葉、特に花に、良い香りがする精油を含んでいる。精油成分には主に、カマズレンを多く含むほか、ノニール酸やテルペンアルコール、その他配糖体のアビゲニンなどを含んでいる。特有の香気はテルペンアルコールによるものである。医療でも活用されているカマズレンは、青色油状で腫れを引かせる消炎作用があり、その他の精油は延髄を興奮させて、発汗、血液循環を促す作用が知られている。その他、腸内ガスの排出（駆風）や、体温を温める効果が知られている。
花から水蒸気蒸留法で精油を抽出したものは、抽出が間もないうちは濃紺色をしている。この精油は濃縮された形のままでは不快な匂いがするが、希釈するとフルーティーで甘いハーブ調の香りがする。精油は食品や香水に香料として使われている。アロマテラピーにも用いられるが、学術的研究はほとんどなく、ローマンカモミール油と混同されていたり、使われたカモミールの品種を特定できない研究もある。抗炎症作用を持つと考えられるが、喧伝される精油の薬効の多くは、ハーブとしてのカモミールに伝統的に言われるものである。黄色味が強くなった精油を青くするため、偽和が行われることがある。

### 薬草
今から4千年以上前のバビロニアで既に薬草として用いられていたと言われ、ヨーロッパで最も歴史のある民間薬とされている。安全で効果的なハーブとして、古くからヨーロッパ、アラビアで利用された。中世までは特にフランスなどで薬草として用いられ、健胃・発汗・消炎作用があるとして、婦人病などに用いられていた。ハーブ処方の古典『バンクスの本草書』には、肝臓の痛み、頭痛、偏頭痛などに効能があり、ワインと共に飲むと良いと書かれている。なお、カモミールに含まれるルテオリン及び赤ワインに含まれるプロシアニジンには、どちらもエンドセリンの阻害作用が存在する。
フランスでは薬草といえばカモミールというほどよく知られ、スイスやドイツでも風邪、頭痛、下痢などにハーブティーに用いられるほど、よく知られたハーブである。イギリスでは、よく似たローマンカモミール（ローマカミツレ）をカモミールと呼んでいる。カモミールは花床が空洞であるが、ローマンカモミールは花床が充実しているので区別がつく。薬草としての効用は、カモミール（ジャーマン・カモミール）もローマンカモミールも同じである。欧州では伝統生薬製剤の欧州指令に従い医薬品ともなっている。

### 採取と利用法
5 - 6月の開花期に、花を摘み取って陰干ししたものをカミツレ花と呼んでいる。
民間療法では、風邪の初期症状や下痢止め、胃腸炎などに、カミツレ花1日量10 - 15グラムを600 ㏄ほどの水で半量になるまで煎じて、食間3回に分けて分服する用法が知られている。駆風や体温を温めるには、カップにカミツレ花5グラムほどを入れて、ティーとして飲用することが知られる。また、浴湯料として、茎葉か花を布袋に入れて風呂に入れると、疲労回復、リウマチ、神経痛、腰痛に役立つと考えられている。服用・飲用以外に、風呂に入れる入浴剤や石鹸などのスキンケア製品に使われる例もある。
安全性は極めて高く、子供に与えることもできる。ただし、カモミールはキク科であるため、キク科アレルギーを持つ人には禁忌であったり、妊娠中の婦人には使用を控えるとする説もある。カモミールティーでアナフィラキシー反応を起こし、死亡した例がある。

### コンパニオンプランツ
園芸療法で扱われるハーブとしては代表的。カモミールは同じキク科の除虫菊などと同じく、近くに生えている植物を健康にする働きがあるといわれ、コンパニオンプランツとして利用される。たとえばキャベツやタマネギのそばに植えておくと害虫予防になって収量が増し、浸出液を苗木に噴霧すると立ち枯れ病を防げる。ハーブティーや入浴剤として使用した後の花を土に埋め込めば、立ち枯れ病予防のほか、堆肥の発酵を促す効果がある土になる。病気のかかっている植物の近くに植えると、その植物の病気を治すと言われている。

## 近縁種
カモミールが名前に入っている近縁種がいくつかある。ローマンカモミール（ローマンカモマイル、学名：Chamaemelum nobile）は、ジャーマンカモミールと形態・成分ともよく似るが、シカギク属（マトリカリア属）ではなくカマエメルム属のキク科植物である。ローマンカモミールの変種に、八重咲きや花を付けないものもある。このほか、カモミールと名のつく栽培されているものに、コタ属のダイヤーズカモミール（学名：Cota tinctoria、和名：コウヤカミツレ）がある。
- ローマンカモミール (Roman chamomile) (Chamaemelum nobile、シノニム：Anthemis nobilis)。
キク科カマエメルム属の多年草で、かつてアンテミス属に分類されていた。草丈50 cm、葉はジャーマンカモミールに似ており、甘い香りを持つ[8]。横に広がり、枝はあまり分岐せず、花はデイジーに似ている[8]。同様に花を染色、ハーブとして入浴剤に用いる。花から淹れたハーブティーには苦みがある点がジャーマンカモミールとの大きな違いである。
  - ダブルフラワーカモミール（学名：C. nobile ‘Plunem’、シノニム：A. nobilis ‘Plunem’）
ローマンカモミールの変種で、八重咲きの品種。匍匐性で草丈20 - 30 cmほどになり、花色は白い[8]。ヨーロッパ西部の砂質土壌を好んで自生しており、フランスでは大規模な栽培も行われている[10]。
- イヌカミツレ (scentless chamomile) (Matricaria inodora syn. Matricaria perforata）。
「香りがない」という意味の種名のとおりほとんど香りがなく、ハーブとしての価値はないが、園芸種は白花の八重咲きで花が美しいため、観賞用に栽培される。
- カミツレモドキ (Dog-fennel or Stinking Chamomile) (Anthemis cotula)
カモミールではないが、ヨモギギク属のナツシロギク（Tanacetum parthenium）はかつてカミツレ属（マトリカリア属）に分類されていたため、園芸上マトリカリアと呼ばれる。
- ダイヤーズカモミール（Cota tinctoria、シノニム：Anthemis tinctoria）
キク科コナ属の多年草で、和名コウヤカミツレ、別名ダイヤーズカモマイル、イエローカモマイル。ヨーロッパに広く分布。多年草で、草丈1 m、葉は細かい刻みがあり、夏に黄色い花を咲かせる[8]。かつてアンテミス属に分類されていた。園芸のほか、薬用や染料にも利用される[10]。

## 花言葉
カモミールの花言葉を、「逆境に耐える」とする文献がある。